# BME (камуфляж)
BME (акронім від фр. Bariolage multi-environment, дослівно — мультиландшафтний шаблон) — деформаційний військовий камуфляж ЗС Франції, призначений для заміни лісового камуфляжу Centre-Europe та пустельного камуфляжу Daguet з 2024 року .

## Історія
Проект розробки нового військового камуфляжу для ЗС Франції розпочався в березні 2016 року, після того, як армії Британії, Австралії, США та декількох інших країн прийняли на озброєння камуфляжі, розроблені на основі комерційного камуфляжу MultiCam, призначеного для роботи практично в будь-якому середовищі та порі року .
Проектом керували Технічний підрозділ армії (фр. Section technique de l'Armée de terre) спільно зі Службою наркомату збройних сил (фр. Service du commissariat des armées) і Головним управлінням озброєнь (фр. Direction générale de l'armement).

## Опис

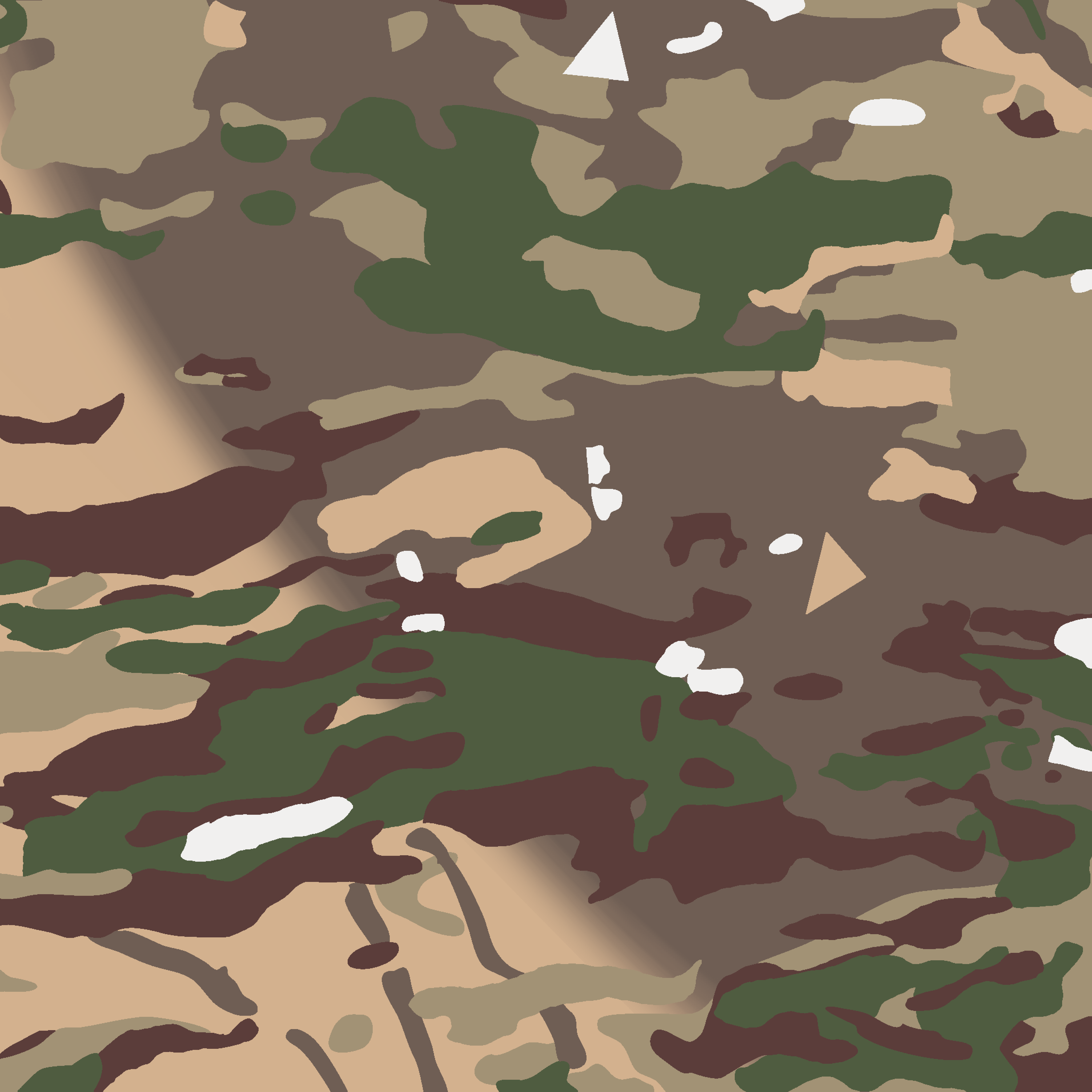
Літня кольорова гама

Зимова кольорова гама

Візерунок камуфляжу є 6-кольоровим і складається з нерегулярних плям різних розмірів. Також додані трикутники, що нагадують камуфляж Scorpion, який використовувався на бойових машинах французької армії. Згідно з проведеними дослідженнями, новий камуфляж покращує маскування на 25 %, порівняно зі старим камуфляжем CCE.